# Новосергієвка (Новосергієвський район)
Новосе́ргієвка (рос. Новосергиевка) — селище, адміністративний центр Новосергієвського району Оренбурзької області, Росія.

## Населення
Населення — 13737 осіб (2010; 13261 у 2002).
Національний склад (станом на 2002 рік):
- росіяни — 88 %